# Сделано в Америке (фильм, 2017)
«Сделано в Америке» (англ. American Made, первоначальное название — «Мина», англ. Mena) — американский биографический фильм режиссёра Дага Лаймана. Главные роли исполнили Том Круз, Донал Глисон, Сара Райт, Калеб Лэндри Джонс и Джесси Племонс. Премьера фильма в США состоялась 29 сентября 2017 года, в России — 12 октября.

## Сюжет
В 1978 году в Батон-Руж пилот Барри Сил (Том Круз), который работает в TWA, был завербован сотрудником ЦРУ, который называет себя Монти Шафер. Он просит Сила, который ввозит контрабандные кубинские сигары в страну через Канаду, выполнять секретные разведывательные миссии для ЦРУ. Цель миссий заключается в полётах над Центральной Америкой на небольшом самолёте (Piper Aerostar) с установленными камерами. Сил говорит своей жене Люси, что всё ещё работает в TWA.
В 1980-х годах Шафер просит Сила стать посредником между ЦРУ и генералом Норьегой в Панаме. Во время миссии Медельинский картель предлагает работу Силу, которая заключается в перевозке кокаина в США на обратном пути. Сил соглашается и начинает возить кокаин картеля в Луизиану, сбрасывая наркотики за городом, а не приземляясь в аэропорту. ЦРУ закрывает глаза на контрабанду наркотиков, но Управление по борьбе с наркотиками выслеживает Сила. Чтобы не попадаться на глаза властям, Сил и его семья вынуждены переехать в отдаленный город Мина, штат Арканзас. Его жена принимает роскошь, которую приносит новая работа Сила. Маленький город постепенно становится богатым и превращается в центр торговли кокаином в США.
Позже Шафер просит Сила переправить оружие никарагуанским «контрас», которые базируются в Гондурасе. Сил понимает, что «контрас» не относятся к войне серьёзно, а просто хотят разбогатеть, и начинает продавать оружие картелю. ЦРУ создает тренировочную базу в Мене, Сил привозит «контрас», но многие из них убегают по прибытии.
У Сила так много денег, что он закапывает их в чемоданах на заднем дворе. Бездельник Джей Би, шурин Сила, приезжает к ним, нуждаясь в работе. В конце концов он начинает воровать деньги у Сила. Однажды Джей Би арестовывают после того, как местный шериф ловит его с портфелем, полным отмытых денег. Джей Би выпускают под залог, Сил дает ему деньги и билет на самолёт до Бора-Бора и говорит ему исчезнуть для его собственной безопасности. Джей Би требует денег каждую неделю и оскорбляет Люси. Барри гонится за Джей Би, но тот погибает в своей машине от взрыва бомбы, которую подложил картель Медельина, ранее обещавший «позаботиться» о проблеме Джей Би.
В итоге ЦРУ закрывает программу и отказывается от услуг Сила, которого одновременно арестовывает ФБР, Управление по борьбе с наркотиками, Бюро алкоголя, табака, огнестрельного оружия и взрывчатых веществ и полиция штата Арканзас. Сил избегает судебного преследования, заключая сделку с Белым домом, который хочет доказательств связи сандинистов с торговлей наркотиками. От Сила требуется получить фотографии, которые связывают Медельинский картель с никарагуанскими сандинистами. Силу удается получить фотографии, но Белый дом публикует их как пропаганду против сандинистов. Сила хорошо видно на фотографиях, что приводит к его аресту. Картель готовится ему отомстить.
Сил осужден, но приговорен только к 1000 часам общественных работ. Перемещаясь из мотеля в мотель, Сил боится взрыва каждый раз, когда заводит свою машину. Поскольку он каждую ночь выполняет общественные работы в одном и том же здании Армии спасения, Барри не может спрятаться от картеля и в итоге его убивает наёмник. ЦРУ уничтожает все улики, связывающие их с Силом. После его смерти ЦРУ продолжает контрабанду, используя Иран для доставки оружия «контрас».

## В ролях
- Том Круз — Барри Сил
- Сара Райт — Люси Сил
- Донал Глисон — Монти Шафер
- Алехандро Эдда — Хорхе Очоа
- Маурисио Мехия — Пабло Эскобар
- Джейма Мэйс — Дана Сибота
- Джесси Племонс — шериф Джо Даунинг
- Лола Кёрк — Джуди Даунинг
- Фрэнк Ликари — спецагент АТФ Фрэнкс
- Джед Рис — Луис Финкл
- Калеб Лэндри Джонс — Джей Би
- Коннор Триннир — Джордж Буш
- Роберт Фэрриор — Оливер Норт

## Производство

### Съёмки
Основные съёмки начались 27 мая 2015 года в Джорджии, США. Часть съёмок проходила в округах Чероки, Клейтон, Де-Калб, Фултон, Гуиннетт, Морган и Пикенс.

### Катастрофа самолёта
Авиакатастрофа на съёмочной площадке в Колумбии 11 сентября 2015 года убила двух человек и нанесла серьёзные ранения одному члену экипажа. Самолёт Piper Aerostar, который перевозил членов экипажа, возвращался в аэропорт Enrique Olaya Herrera в Медельине, когда он попал в плохие погодные условия и произошёл сбой. Мёртвых позже опознали, ими оказались пилот Карлос Берл и пилот-каскадёр Алан Пурвин, который был основателем и президентом Helinet Aviation, компании, которая предоставляет технологии аэрофотосъёмки государственным учреждениям и правоохранительным органам. Американский пилот Джимми Ли Гарланд был серьёзно ранен и был доставлен в местную больницу.

## Критика
Фильм получил положительные отзывы кинокритиков. На сайте Rotten Tomatoes фильм имеет рейтинг 86 % на основе 252 рецензий со средним баллом 7 из 10. На сайте Metacritic фильм имеет оценку 65 из 100 на основе 50 рецензий критиков, что соответствует статусу «в целом благоприятные отзывы».